# 木事命
木事命（こごとのみこと、生没年不明）は、古墳時代の人物。

## 概要
『日本書紀』に阿倍木事、『円珍俗姓系図』に阿倍氏木事とある。娘に景行天皇の后である高田媛がおり、武国凝別皇子を生んでいる。
事績は何ら記されないが、兄弟に那須国造の意布比命と筑紫国造祖の大屋田子命がいるため、景行天皇の時代の人物となる。